# Extintor

Pictograma de senyalització de l'extintor

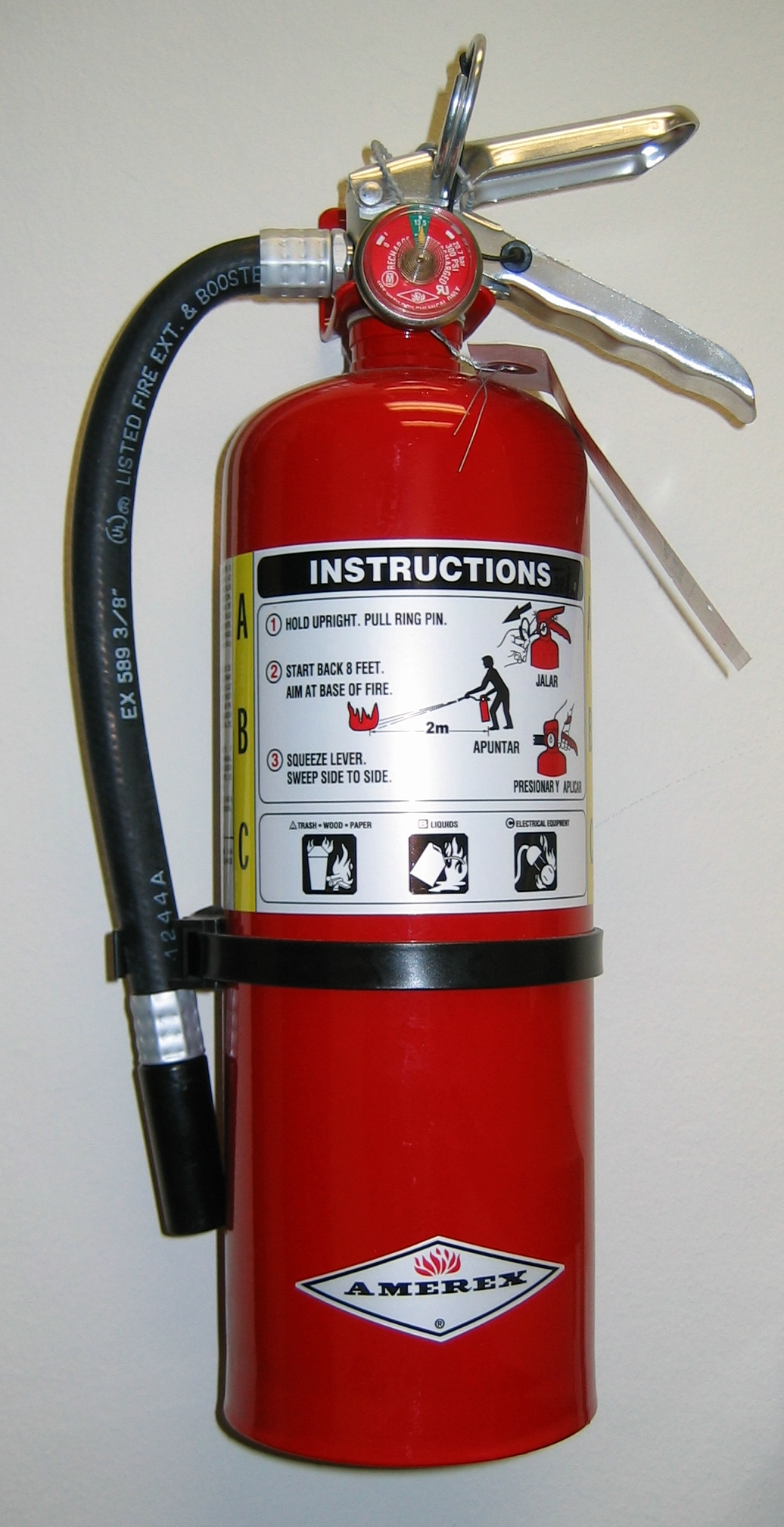
Extintor portàtil

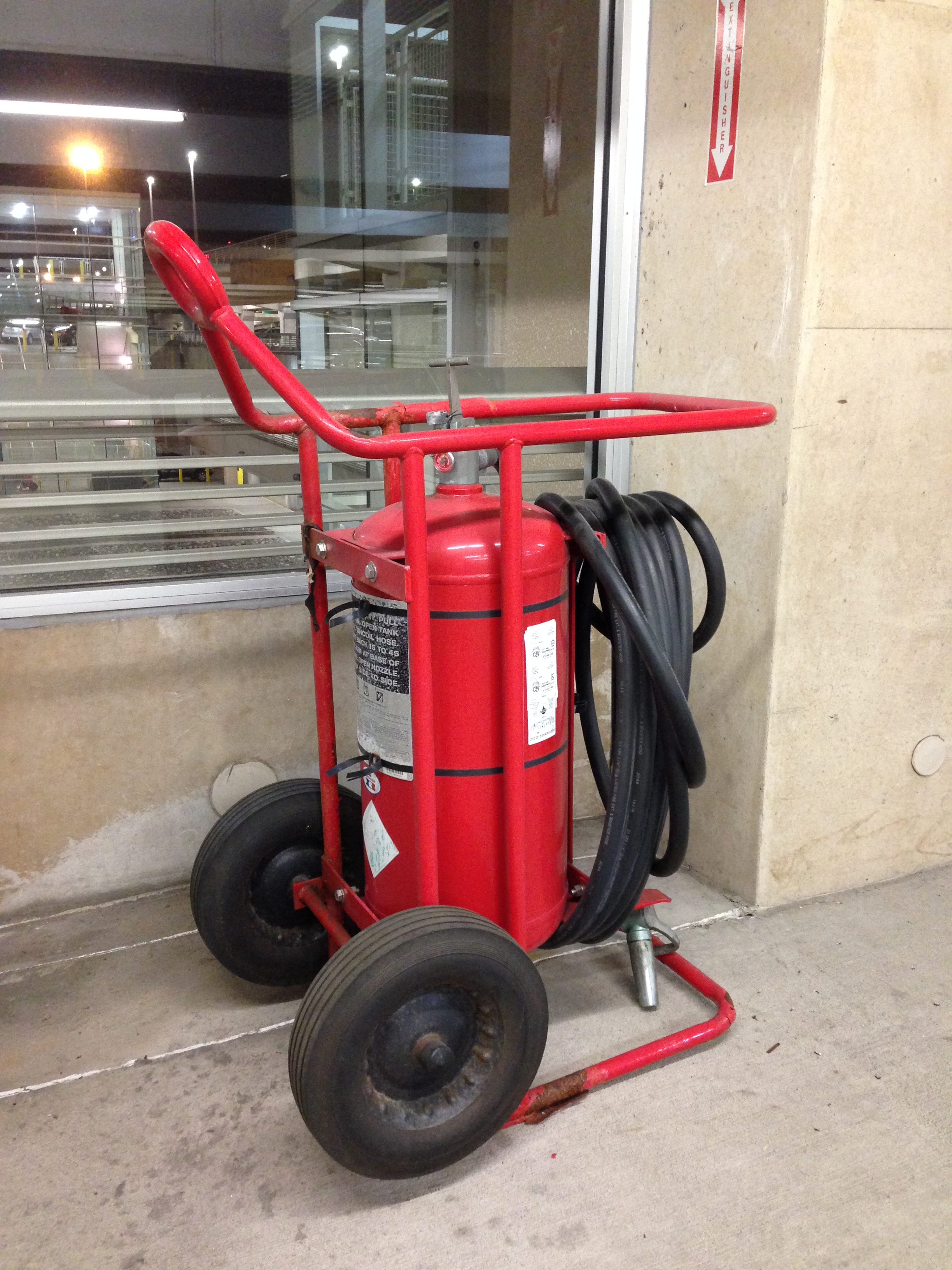
Extintor mòbil

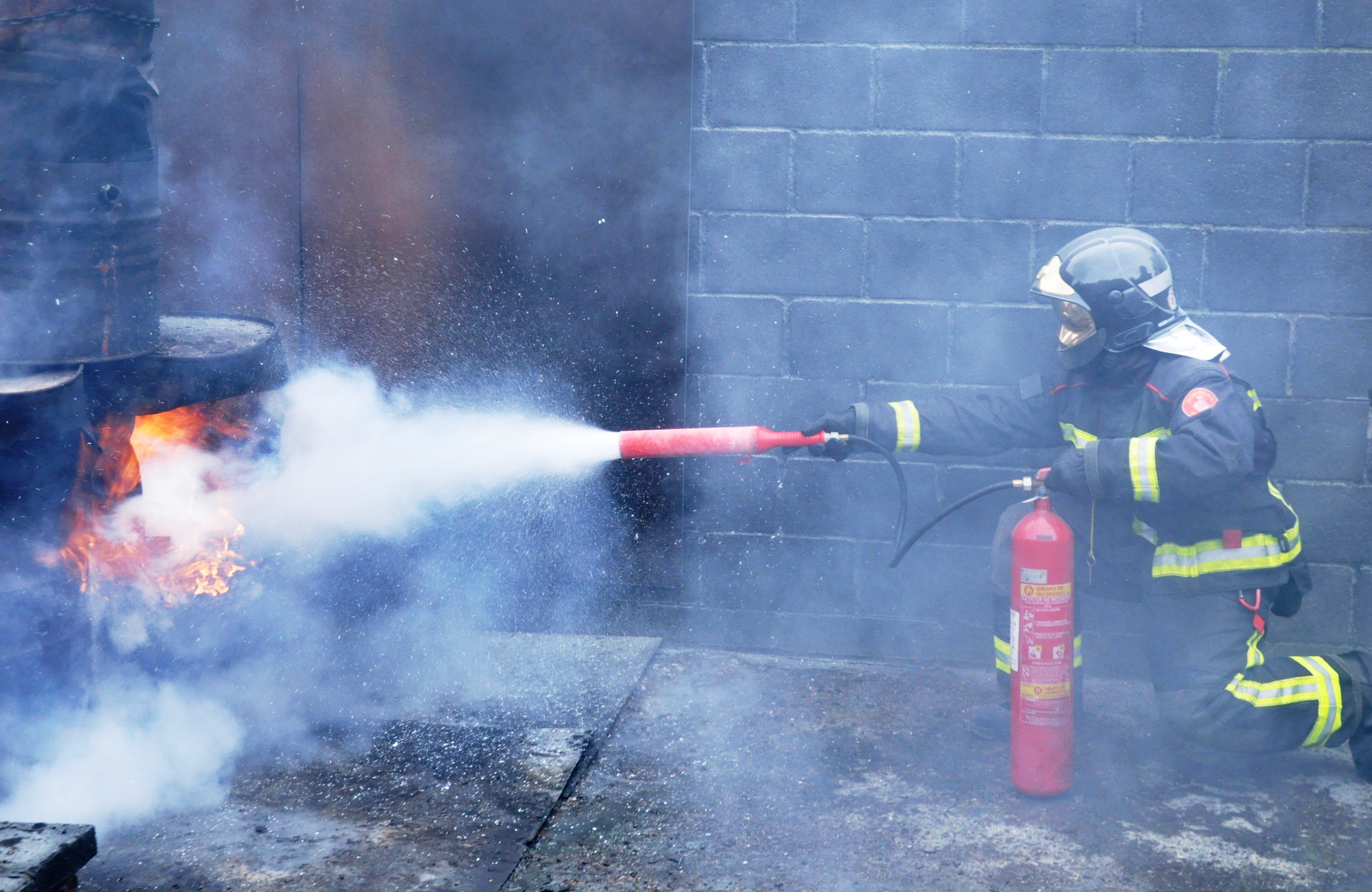
Pràctiques amb extintor de CO₂

Un extintor és un aparell que conté un agent extintor que pot ser projectat i dirigit sobre un foc per l'acció d'una pressió interna, la qual es pot aconseguir per mitjà d'una compressió prèvia permanent, per una reacció química o per l'alliberament d'un gas auxiliar. Si l'agent extintor té una massa superior a 3 kg o un volum superior a 3 l, l'extintor ha d'anar proveït de mànega, broc i llança. Tots els extintors han de ser de color vermell, per normativa europea (UNE EN 3-7:2004 + A1: 2007).

## Història
El primer extintor del qual es té constància va ser patentat a Anglaterra l'any 1723 per Ambrose Godfrey, un famós químic de l'època. Consistia en una bóta de líquid extintor que contenia una cambra d'estany de pólvora. Això es va connectar amb un sistema de fusibles que es van encendre, fent explotar la pólvora i escampant la solució. Aquest dispositiu probablement es va utilitzar de manera limitada, ja que Bradley's Weekly Messenger del 7 de novembre de 1729 fa referència a la seva eficàcia per aturar un incendi a Londres.
Un extintor d'incendis a pressió portàtil, l'Extincteur va ser inventat pel capità britànic George William Manby i demostrat el 1816 als 'Comissaris per als afers de Barracks'; consistia en un recipient de coure de 3 galons (13,6 litres) de solució de cendra perla ( carbonat de potassi ) continguda amb aire comprimit. Quan es feia funcionar, expulsava líquid al foc.
Thomas J. Martin, un inventor nord-americà, va rebre una patent per a una millora en els extintors el 26 de març de 1872. La seva invenció figura a l'Oficina de Patents dels EUA a Washington, DC amb el número de patent 125.603.
L'extintor d'àcid de sosa va ser patentat per primera vegada el 1866 per François Carlier de França, que va barrejar una solució d'aigua i bicarbonat de sodi amb àcid tartàric, produint el gas propulsor diòxid de carboni ( CO2 ). Almon M. Granger va patentar un extintor amb àcid de sosa als EUA el 1880. El seu extintor va utilitzar la reacció entre la solució de bicarbonat de sodi i l'àcid sulfúric per expulsar l'aigua a pressió al foc. Es va suspendre un vial d'àcid sulfúric concentrat al cilindre. Depenent del tipus d'extintor, el vial d'àcid es podria trencar de dues maneres. Un va utilitzar un pistó per trencar el vial d'àcid, mentre que el segon va deixar anar un tap de plom que mantenia el vial tancat. Un cop l'àcid es va barrejar amb la solució de bicarbonat, es va expulsar diòxid de carboni i, per tant, es va pressuritzar l'aigua. L'aigua a pressió es va forçar des del recipient a través d'un broquet o una mànega curta.
L'extintor accionat amb cartutx va ser inventat per Read &amp; Campbell d'Anglaterra el 1881, que utilitzava aigua o solucions a base d'aigua. Més tard van inventar un model de tetraclorur de carboni anomenat "Petrolex" que es va comercialitzar per a l'ús de l'automòbil.
L'extintor d'escuma química va ser inventat l'any 1904 per Aleksandr Loran a Rússia, basant-se en la seva invenció anterior de l'escuma contra incendis. Loran el va utilitzar per primera vegada per apagar una paella de nafta encesa. Funcionava i semblava similar al tipus d'àcid de sosa, però les parts interiors eren lleugerament diferents. El dipòsit principal contenia una solució de bicarbonat de sodi en aigua, mentre que el recipient interior (una mica més gran que l'equivalent en una unitat d'àcid de sodi) contenia una solució de sulfat d'alumini. Quan es barrejaven les solucions, generalment invertint la unitat, els dos líquids van reaccionar per crear una escuma espumosa i gas diòxid de carboni. El gas expulsava l'escuma en forma de raig. Tot i que es van utilitzar extractes d'arrel de regalèssia i compostos similars com a additius (estabilitzant l'escuma reforçant les parets de les bombolles), no hi havia "compost d'escuma" en aquestes unitats. L'escuma era una combinació dels productes de les reaccions químiques: gels de sal de sodi i d'alumini inflats pel diòxid de carboni. A causa d'això, l'escuma es va descarregar directament de la unitat, sense necessitat d'un tub d'aspiració (com en els nous tipus d'escuma mecànica). Es van fer versions especials per a un servei dur i muntatge de vehicles, coneguts com a tipus d'aparells de bombers. Les característiques principals eren un tap de cargol que evitava que els líquids es barregessin fins que s'obria manualment, portava corretges, una mànega més llarga i un broquet de tancament. Els tipus de cos de bombers eren sovint versions d'etiqueta privada de les principals marques, venudes pels fabricants d'aparells per combinar amb els seus vehicles. Alguns exemples són Pirsch, Ward LaFrance, Mack, Seagrave, etc. Aquests tipus són alguns dels extintors més col·leccionables, ja que creuen tant a les zones d'interès de restauració d'aparells com a extintors.
El 1910, la Pyrene Manufacturing Company de Delaware va presentar una patent per utilitzar tetraclorur de carboni (CTC, o CCl 4 ) per extingir incendis. El líquid va vaporitzar i apagar les flames inhibint la reacció química en cadena del procés de combustió (era una pressuposició de principis del segle XX que la capacitat d'extinció del foc del tetraclorur de carboni depenia de l'eliminació d'oxigen). El 1911, van patentar un extintor petit i portàtil que utilitzava el producte químic. Aquest consistia en un recipient de llautó o crom amb una bomba manual integrada, que servia per expulsar un raig de líquid cap al foc. Normalment era d' 1 quart imperial (1.1 L) o 1 pinta imperial (0.57 l) de capacitat, però també estava disponible en fins a 2 galons imperials (9.1 L) mida. Com que el contenidor no estava pressuritzat, es podia omplir després de l'ús mitjançant un tap d'ompliment amb un subministrament nou de CTC.
Un altre tipus d'extintor de tetraclorur de carboni era la granada de foc . Aquesta consistia en una esfera de vidre plena de CTC, que estava pensada per ser llançada a la base d'un foc (els primers utilitzaven aigua salada, però el CTC era més eficaç). El tetraclorur de carboni era adequat per a incendis líquids i elèctrics i els extintors es van instal·lar als vehicles de motor. Els extintors de tetraclorur de carboni es van retirar a la dècada de 1950 a causa de la toxicitat de la substància química: l'exposició a altes concentracions danya el sistema nerviós i els òrgans interns. A més, quan s'utilitza en un foc, la calor pot convertir el CTC en gas fosgen, antigament utilitzat com a arma química.
L'extintor de diòxid de carboni va ser inventat (almenys als EUA) per la Walter Kidde Company l'any 1924 en resposta a la petició de Bell Telephone d'un producte químic elèctricament no conductor per extingir els incendis abans difícils d'extingir a les centrals telefòniques. Consistia en un cilindre metàl·lic alt que contenia 7.5 lliures (3.4 kg) de CO2 amb una vàlvula de roda i una mànega de llautó teixit, recoberta de cotó, amb una banya composta en forma d'embut com a broquet. CO2 encara és popular avui en dia, ja que és un agent net respectuós amb l'ozó i s'utilitza molt en la producció de cinema i televisió per extingir els dobles cremats. El diòxid de carboni extinge el foc principalment desplaçant l'oxigen. Una vegada es pensava que funcionava per refredament, tot i que aquest efecte en la majoria dels focs és insignificant. Un informe anecdòtic d'un extintor de diòxid de carboni es va publicar a Scientific American el 1887 que descriu el cas d'un incendi al soterrani en una farmàcia de Louisville, Kentucky, que va fondre una càrrega de canonada de plom amb CO2 (anomenat gas àcid carbònic en aquell moment) destinat a una font de refresc que de seguida va apagar les flames salvant així l'edifici. També el 1887, el gas d'àcid carbònic es va descriure com un extintor d'incendis químics de motor al mar i a la terra.
El 1928, DuGas (posteriorment comprat per ANSUL ) va sortir amb un extintor químic sec accionat amb cartutx, que utilitzava bicarbonat de sodi especialment tractat amb productes químics per fer-lo fluir lliurement i resistent a la humitat. Consistia en un cilindre de coure amb un cartutx CO2 intern. L'operador va girar una vàlvula de roda a la part superior per perforar el cartutx i va prémer una palanca a la vàlvula a l'extrem de la mànega per descarregar el producte químic. Aquest va ser el primer agent disponible per a focs de líquids i gas a pressió tridimensionals a gran escala, però va romandre en gran part un tipus d'especialitat fins als anys 50, quan es van comercialitzar petites unitats de química seca per a ús domèstic. La química seca ABC va arribar d'Europa a la dècada de 1950, amb Super-K inventat a principis de 1960 i Purple-K desenvolupat per la Marina dels Estats Units a finals de 1960. Des de la Segona Guerra Mundial existien agents secs aplicats manualment com el grafit per als incendis de classe D (metall), però no va ser fins al 1949 que Ansul va introduir un extintor a pressió amb un cartutx CO2 extern per descarregar l'agent. Met-LX ( clorur de sodi ) va ser el primer extintor desenvolupat als EUA, amb grafit, coure i diversos altres tipus desenvolupats més tard.
A la dècada de 1940, Alemanya va inventar el clorobromometà líquid (CBM) per utilitzar-lo en avions. Va ser més eficaç i una mica menys tòxic que el tetraclorur de carboni i es va utilitzar fins al 1969. El bromur de metil es va descobrir com a agent extintor a la dècada de 1920 i es va utilitzar àmpliament a Europa. És un gas de baixa pressió que actua inhibint la reacció en cadena del foc i és el més tòxic dels líquids vaporitzadors, utilitzats fins als anys 60. El vapor i els subproductes de la combustió de tots els líquids vaporitzadors eren altament tòxics i podien causar la mort en espais confinats.
A la dècada de 1970, Halon 1211 va arribar als Estats Units des d'Europa on s'havia utilitzat des de finals de la dècada de 1940 o principis de la dècada de 1950. L'Halon 1301 havia estat desenvolupat per DuPont i l'exèrcit dels Estats Units el 1954. Tant el 1211 com el 1301 funcionen inhibint la reacció en cadena del foc i, en el cas de l'Halon 1211, també refreden els combustibles de classe A. L'haló encara s'utilitza avui dia, però està caient en desgracia per a molts usos a causa del seu impacte ambiental. Europa i Austràlia n'han restringit severament l'ús, des del Protocol de Mont-real de 1987. S'han implementat restriccions menys severes als Estats Units, l'Orient Mitjà i Àsia.

## Galeria

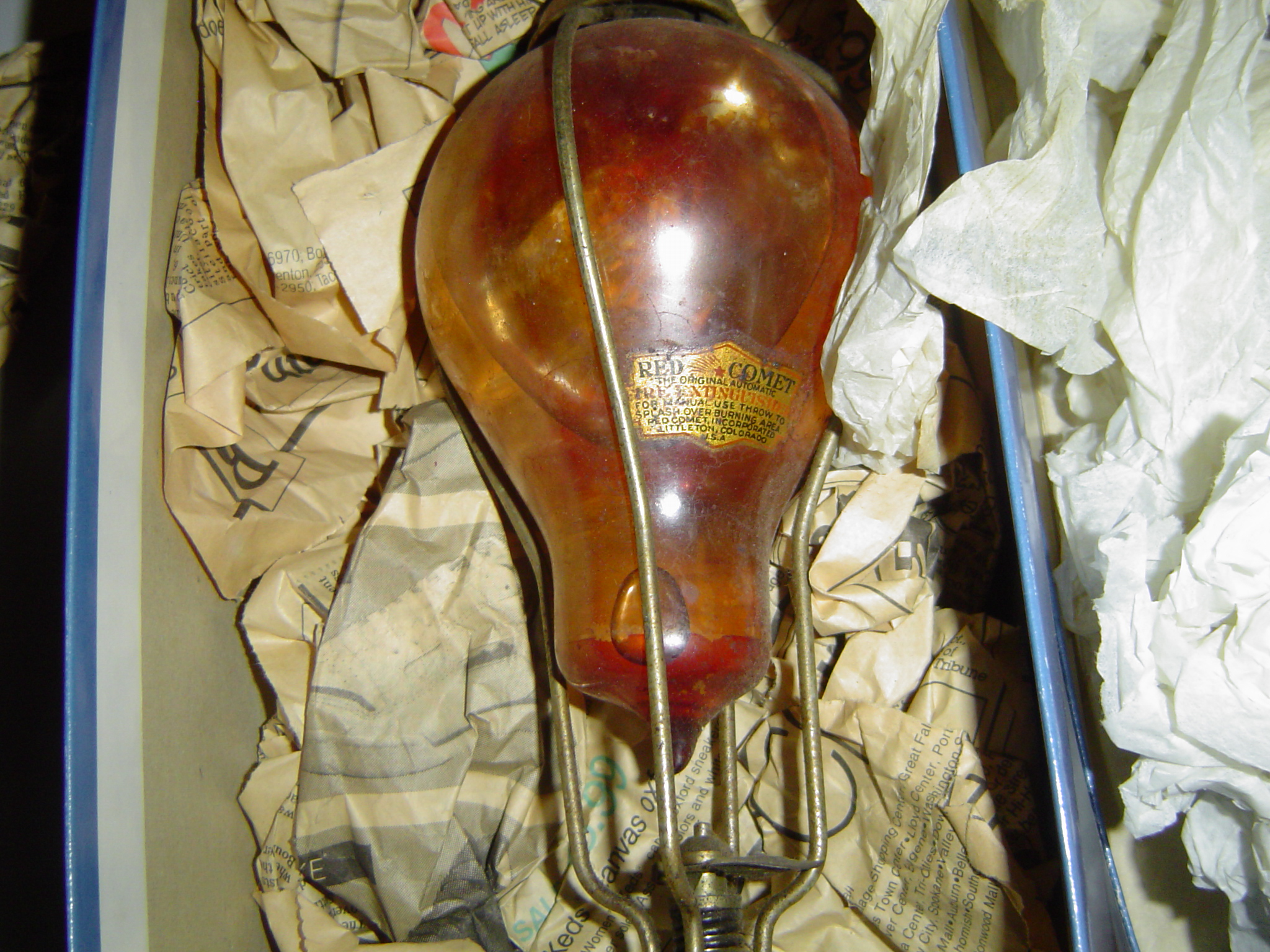
Un extintor del tipus magrana de vidre, per ser llençat al foc
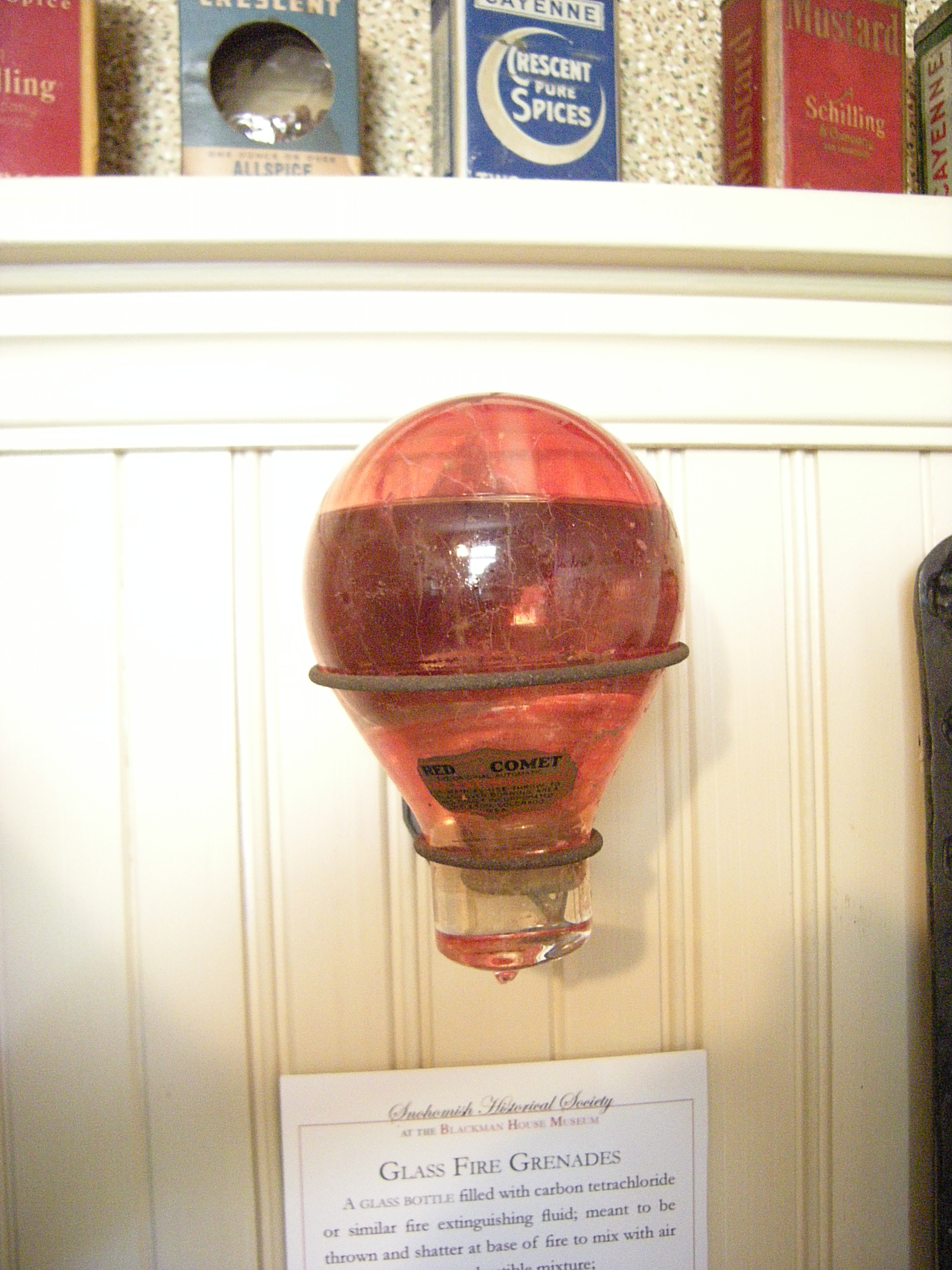
Un extintor del tipus magrana de vidre, per ser llençat al foc
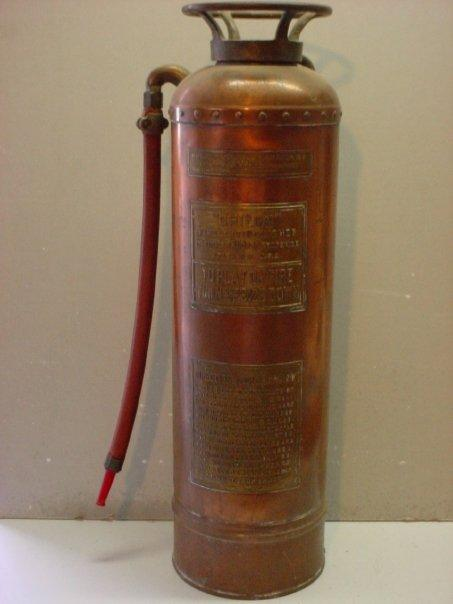
Un extintor de coure, tipus edifici, d'àcid de soda, EUA
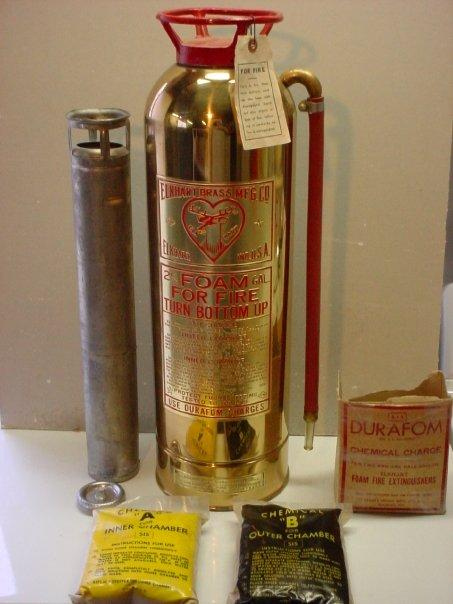
Un extintor d'escuma química de tipus edifici amb contingut, EUA
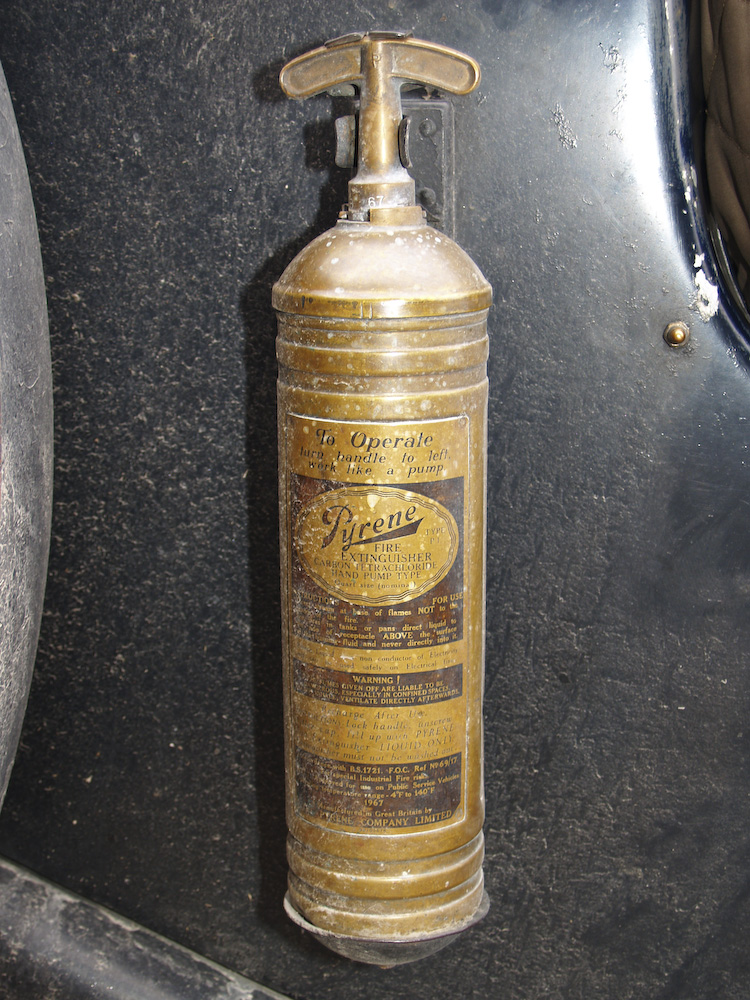
Un extintor Pyrene, de llautó, de tetraclorur de carboni
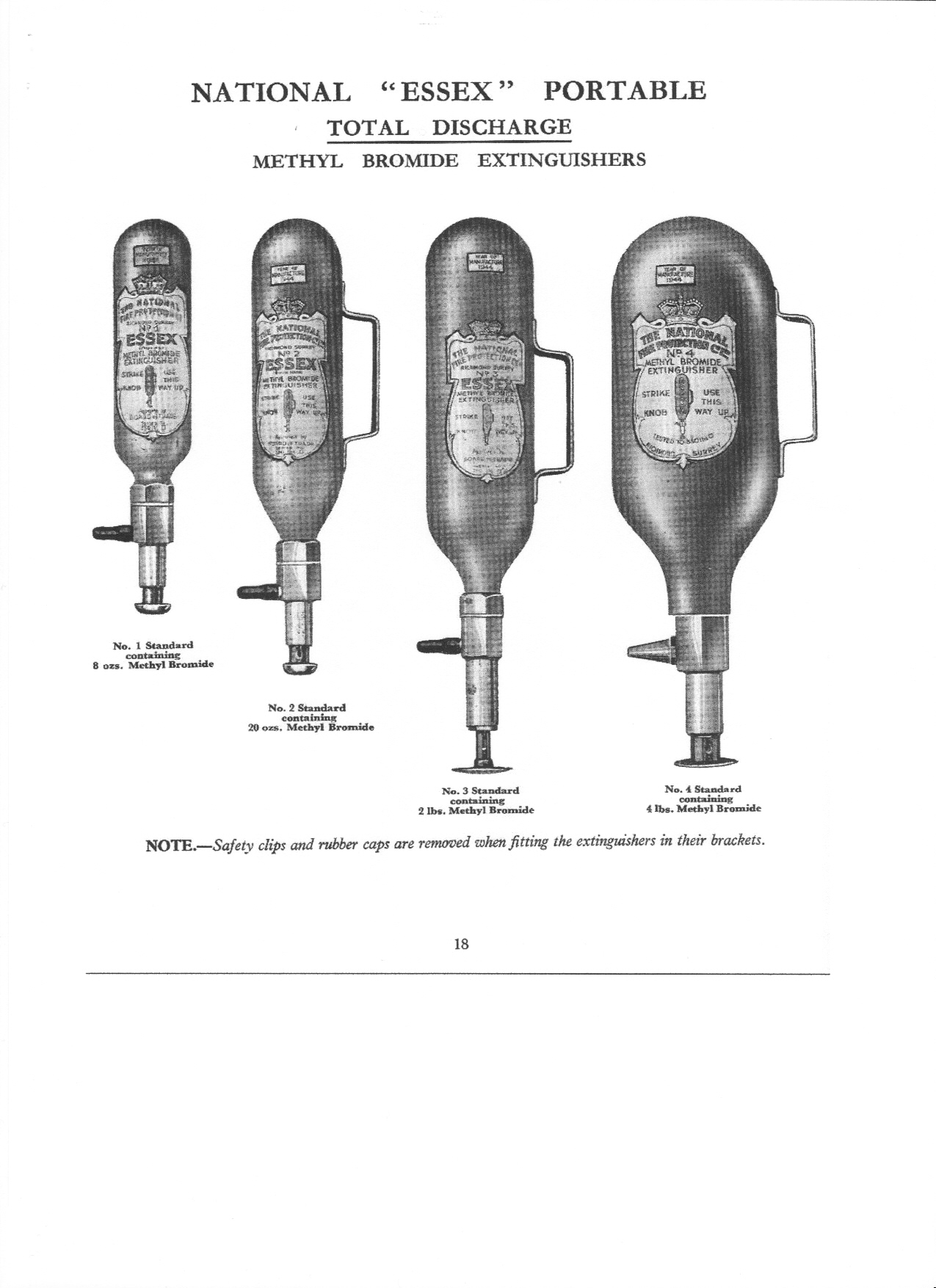
Extintors nacionals de bromur de metil, Regne Unit, dècades de 1930-1940
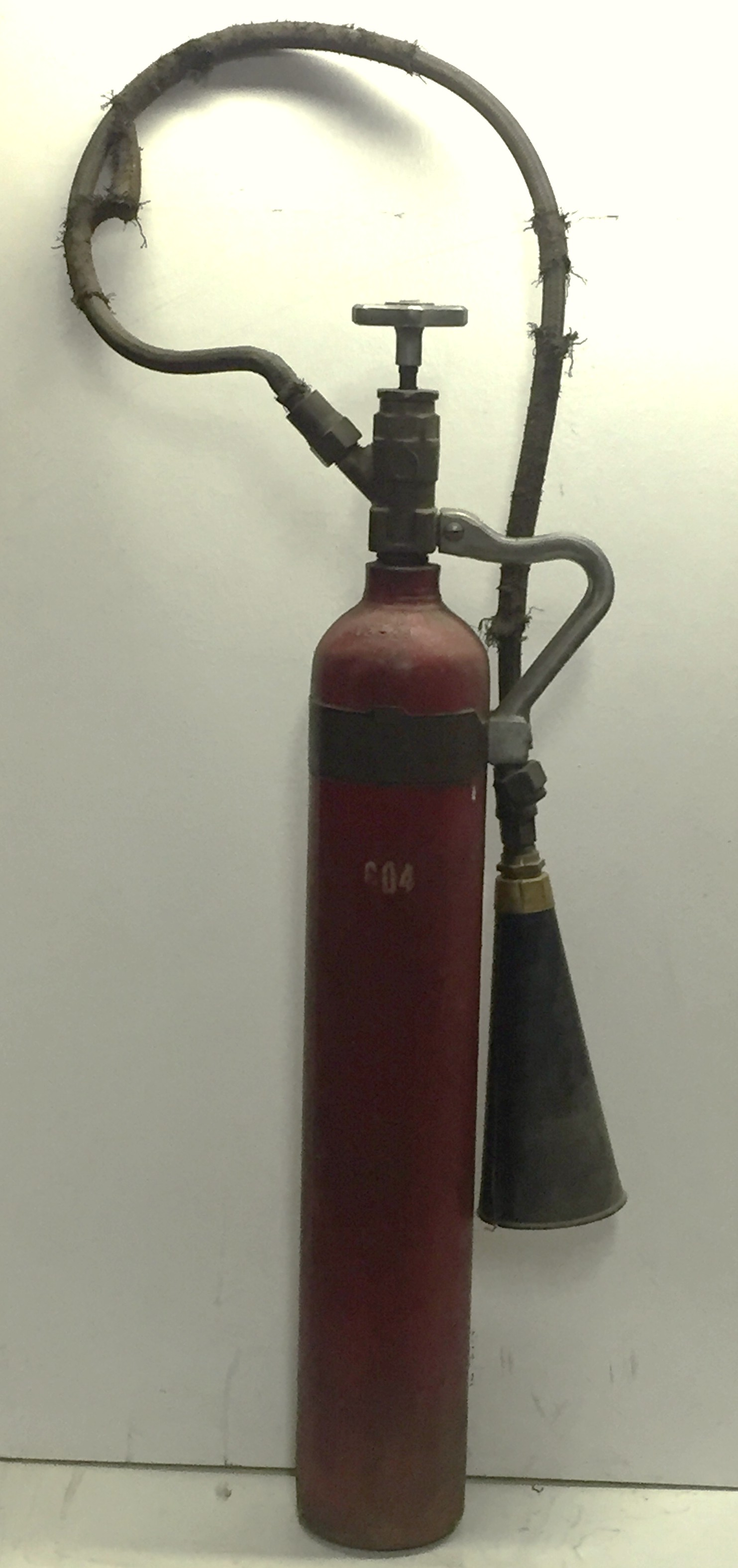
Extintor de CO2 Bell Telephone fabricat per Walter Kidde, 1928
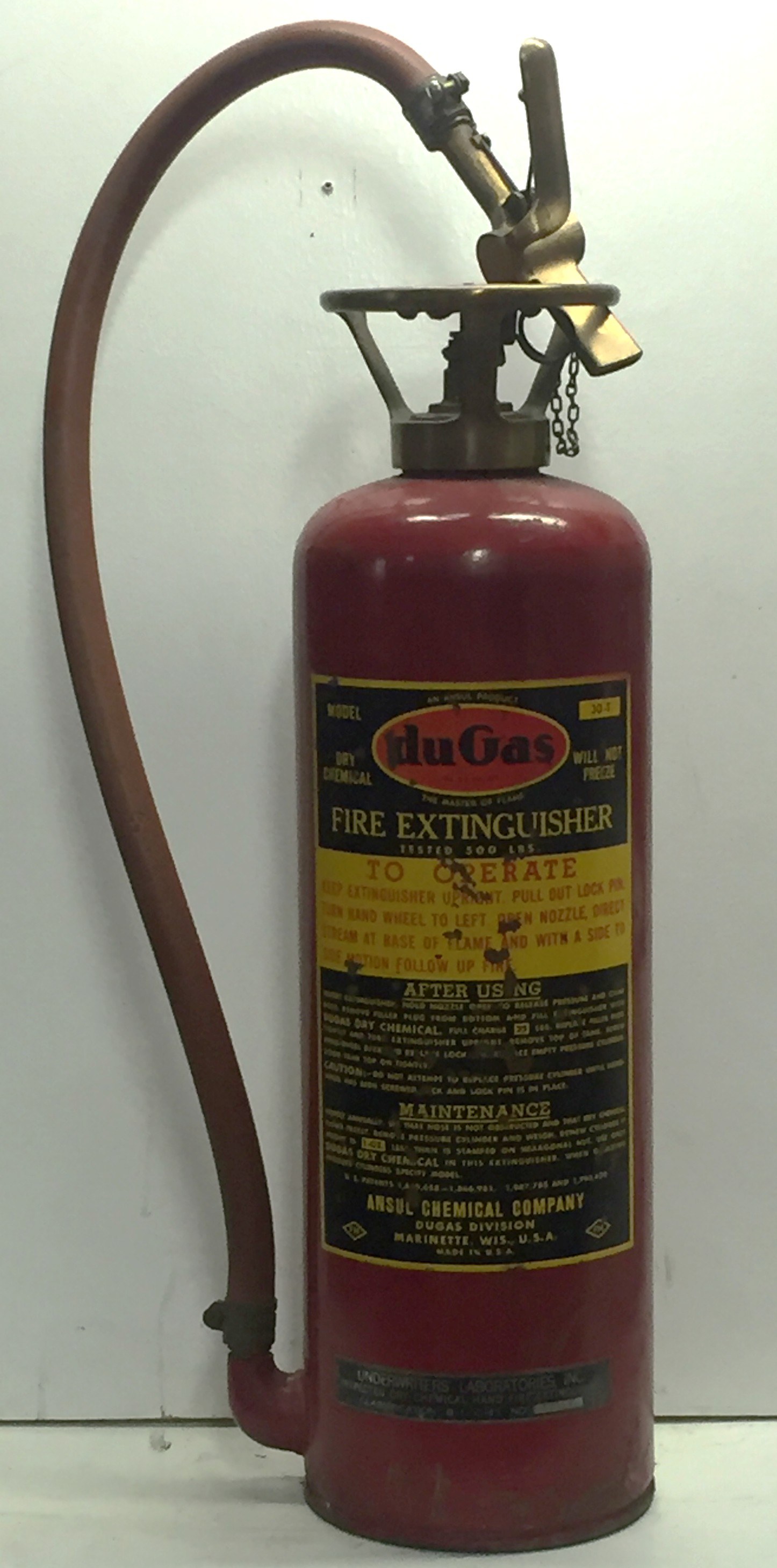
Extintor químic sec accionat amb cartutx Du Gas, 1945
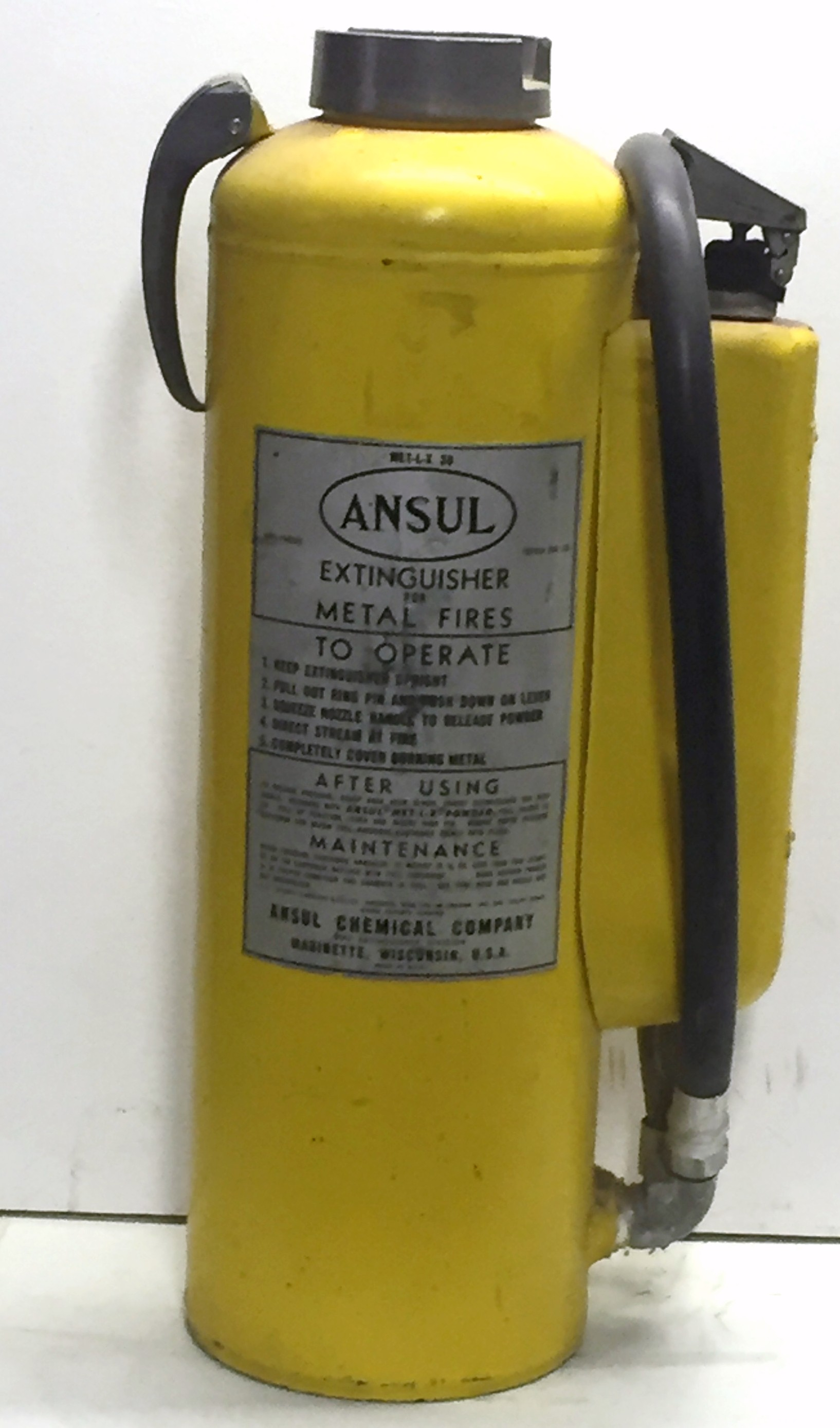
Extintor d'incendis de pols seca accionat amb cartutx Ansul Met-LX per a incendis de classe D, dècada de 1950
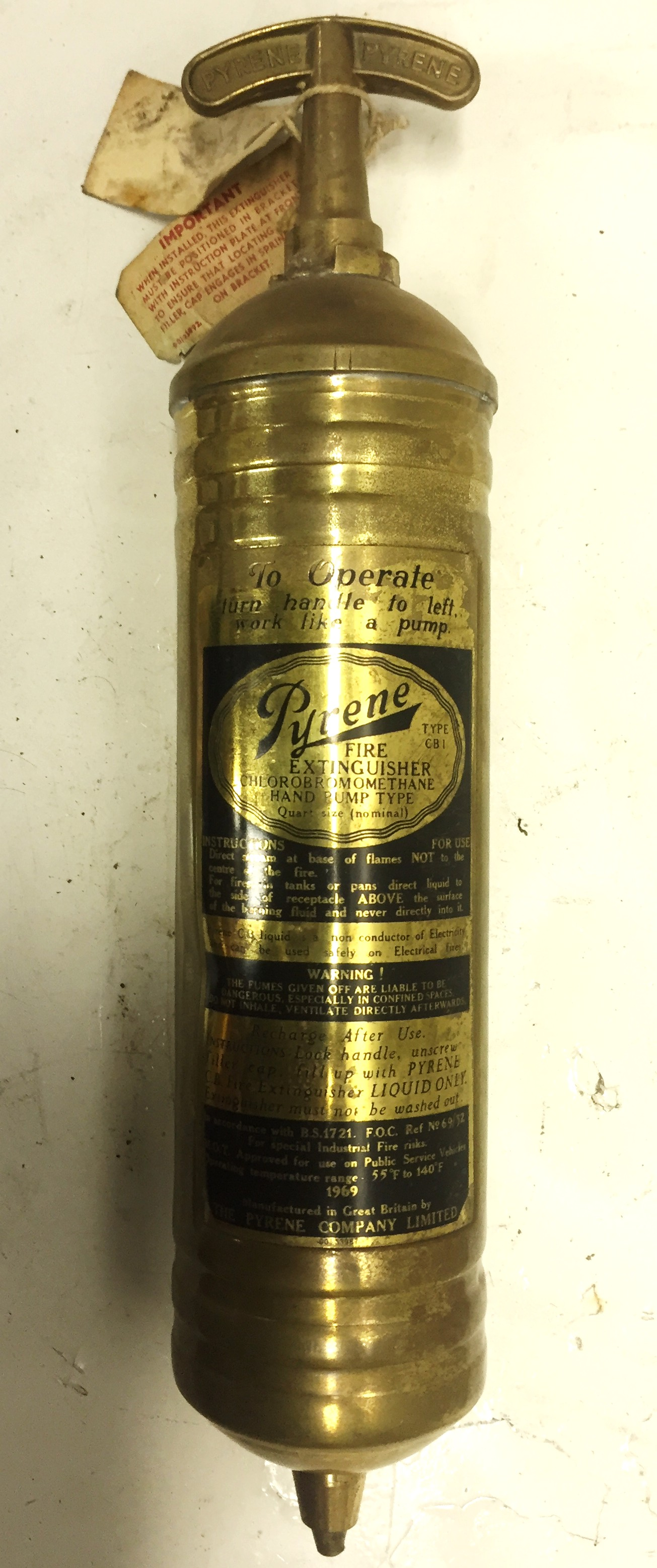
Pyrene 1 qt. clorobromometà tipus bomba (CB o CBM), dècada de 1960, Regne Unit
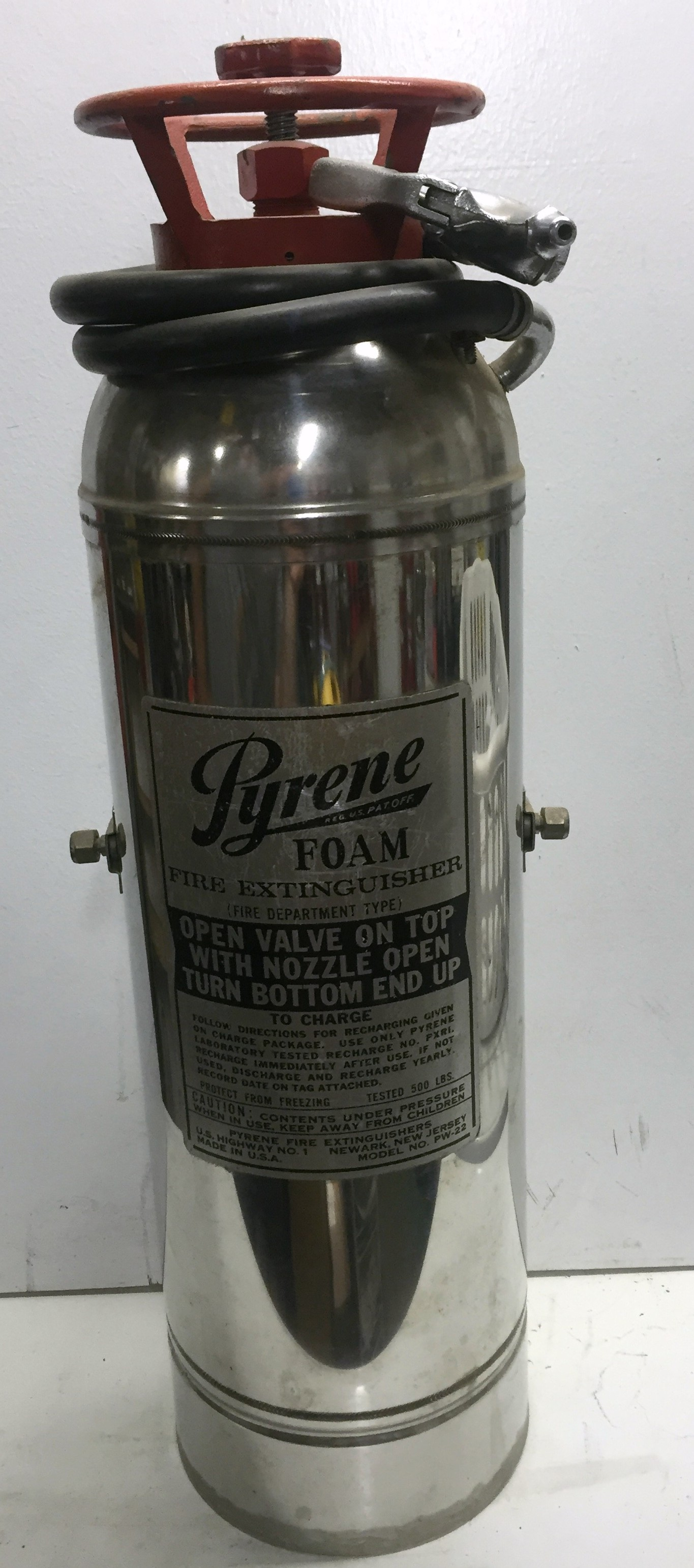
Extintor Pyrene, del tipus escuma química, dècada de 1960
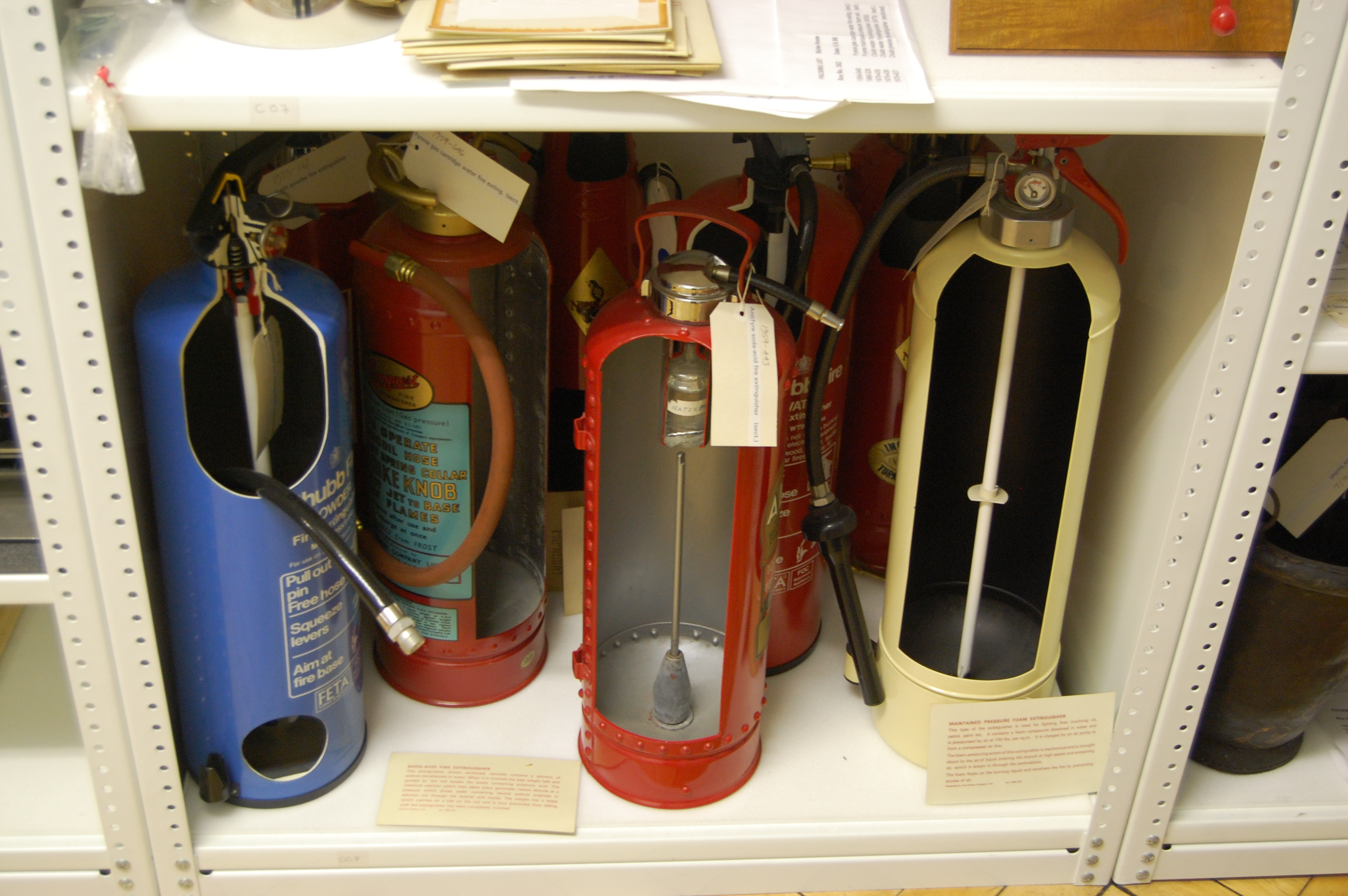
Extintors d'un magatzem d'un museu, tallats per mostrar el seu funcionament intern

## Elements d'un extintor modern
|  | A- percussor; B- palanca d'accionament; C- anella de seguretat; D- cap de descàrrega; E- dipòsit de gas propel·lent; F- tub de gas propel·lent; G- tub sifó; H- cos de l'extintor; a- broc; b- llança o pistola; c- mànega |
|  | --- |

## Ús
Abans de la utilització d'un extintor cal llegir les instruccions d'ús que té indicades a l'etiqueta, especialment si no es té formació i experiència en el seu ús. Cal tenir en compte que la seva durada és de 8 a 60 segons, segons el tipus i capacitat de l'extintor. Cal tenir presents els riscos de toxicitat, cremades per excessiva proximitat a les flames, risc d'electrocució. L'extintor s'ha de despenjar agafant-lo per la part fixa de la palanca d'accionament i deixar-lo a terra. Treure el passador de seguretat estirant de l'anella. Agafar amb una ma la llança o pistola i amb l'altra prémer breument la palanca d'accionament per a comprovar el seu funcionament. Dirigir el raig a la base de les flames, amb un moviment de ziga-zaga.

## Eficàcia
L'eficàcia de l'extintor ha d'estar indicada en una etiqueta en el cos de l'extintor. L'eficàcia de l'extintor és el foc tipus normalitzat que és capaç d'extingir. Aquest foc tipus està determinat a la norma UNE EN 3-7:2004+A1:2007. L'eficàcia s'identifica per un número i una lletra. El número fa referència a la quantitat de combustible que conté el foc tipus (A, B i F) i la lletra indica la classe de foc A, B, C, D ó F, segons el combustible del foc tipus.
L'etiqueta ha d'incloure també les instruccions d'ús de l'aparell, amb text i amb pictogrames, i les limitacions o perills d'ús, especialment per l'electricitat i la toxicitat.
També ha de recollir les dates de les revisions efectuades i de les proves de pressió o retimbrat periòdiques, que són cada 5 anys. Als 20 anys l'extintor s'ha de retirar de servei.

## Ubicació i senyalització
La normativa de protecció contra incendis exigeix la seva col·locació en certs edificis, locals, instal·lacions, vehicles. En aquests casos, els extintors han d'estar repartits de forma que el recorregut màxim fins a un d'ells sigui de 15 m. Han d'estar col·locats a menys de 1,70 m d'alçada, en llocs visibles i prop de les sortides d'evacuació. Quan l'extintor no és clarament visible (per exemple perquè està dins d'un armari), cal senyalitzar-lo amb el pictograma normalitzat (Norma UNE 23033-1:2019).

## Revisió
Els extintors s'han de revisar cada 3 mesos, per personal especialitzat o per l’usuari o titular de la instal·lació. La revisió ha d'incloure les verificacions següents:
- Que els extintors són al seu lloc assignat i no presenten mostres aparents de danys.
- Que són adequats de conformitat amb el risc que s'ha de protegir.
- Que no tenen l’accés obstruït, són visibles o estan senyalitzats i tenen les seves instruccions d’ús a la part davantera.
- Que les instruccions d’ús són llegibles.
- Que l’indicador de pressió està a la zona d’operació. Que les parts metàl·liques (broquets, vàlvula, mànega...) estan en bon estat.
- Que no falten els precintes o els taps indicadors d’ús ni estan trencats.
- Que no han estat descarregats totalment o parcialment.

## Classificació
Segons la seva massa total, es classifiquen en portàtils i mòbils:
- Extintor portàtil: dissenyat perquè es pugui portar i utilitzar a pes de braços; en condicions de funcionament té una massa igual o inferior a 20 kg.[1]
- Extintor mòbil: està muntat sobre rodes perquè es pugui transportar per una persona, i té una massa total de més de 20 kg.[1]

En funció del procediment d'impulsió de l'agent extintor, es classifiquen en:
- Extintors permanentment pressuritzats (o de pressió incorporada):[20]
- # Aquells en els quals l'agent extintor proporciona la seva pròpia pressió d'impulsió, tal com els de diòxid de carboni.
- # Aquells en els quals l'agent extintor es troba en fase líquida i gasosa, tal com els hidrocarburs halogenats, i la pressió d'impulsió del qual s'aconsegueix mitjançant la seva pròpia tensió de vapor amb ajuda d'un altre gas propel·lent, tal com el nitrogen, afegit al recipient durant la fabricació o recàrrega de l'extintor.
- # Aquells en els quals l'agent extintor és líquid o sòlid pulverulent, la pressió d'impulsió del qual s'aconsegueix amb ajuda d'un gas propel·lent, inert, tal com el nitrogen o el diòxid de carboni, afegit al recipient durant la fabricació o recàrrega de l'extintor. Només quan l'agent extintor sigui aigua, amb additius o sense, es podrà utilitzar com a gas propel·lent l'aire.
- Extintors sense pressió permanent (o de pressió adossada):[20]
- # Aquells en els quals l'agent extintor és líquid o sòlid pulverulent, la pressió d'impulsió del qual s'aconsegueix mitjançant un gas propel·lent, inert, tal com el nitrogen o el diòxid de carboni, contingut en una ampolla o cartutx, que aporta la pressió de pressurització en el moment de la utilització de l'extintor.
- # Aquells en els quals l'agent extintor és líquid i la pressió d'impulsió del qual s'aconsegueix per un gas produït per una reacció química que té lloc en l'interior de recipient en el moment de la seva utilització.

## Agent extintor
Cada agent extintor té unes propietats extintores específiques que el fan adequat per a una o diverses classes de foc. No existeix cap agent que sigui apropiat a totes les classes de foc, de manera que cal seleccionar el que sigui més adequat per als combustibles presents de cada àrea a protegir.
- Aigua: L'aigua o una solució aquosa es projecta mitjançant la pressió proporcionada per un gas auxiliar. L'aigua es pot projectar a raig ple o raig polvoritzat.[1] L'aigua a raig és adequada per als focs de classe A (sòlids) i l'aigua polvoritzada és excel·lent per a focs de classe A (sòlids) i acceptable per a focs de classe B (líquids). No és acceptable en presència de tensió elèctrica.[20]
- Escuma química: S'obté per la reacció de gas d'una càrrega àcida, continguda en un recipient interior, i d'una càrrega alcalina, continguda en el cos de l'aparell i que és projectada pel diòxid de carboni a pressió generat a la mateixa reacció. Es considera obsoleta a causa del poder corrosiu.[1]
- Escuma física: L'escuma s'obté mitjançant la pressió exercida per un gas auxiliar sobre una emulsió o una dissolució que conté emulsionant amb inclusió d'aire.[1] És adequada per als focs de classe A (sòlids) i B (líquids). No és acceptable en presència de tensió elèctrica.[20]
- Pols ABC (Polivalent): Substància química polvoritzada constituïda bàsicament per fosfats o per una mescla de sals amòniques amb additius diversos.[1] És adequada per a focs de classe A (sòlids), B (líquids) i C (gasos).[20] Es considera acceptable per a focs amb presència de tensió elèctrica fins a un màxim de 1.000 V.[1]
- Pols BC (Convencional): Substància química polvoritzable constituïda bàsicament per bicarbonats o sulfats amb additius diversos.[1] És excel·lent per a focs de classe B (líquids) i adequada per a focs de classe C (gasos).[20] Es considera també molt adequat per a focs amb presència de tensió elèctrica.[1]
- Pols per a metalls: Pols adequada per a l'extinció de focs de metalls, com ara el magnesi i d'altres metalls lleugers.[1] És adequada per a focs de classe D (metalls).[20]
- Diòxid de carboni (CO₂): Diòxid de carboni en fase líquida, que es projecta en forma de neu carbònica mitjançant la pressió creada a l'interior del recipient. Es considera adequat per a l'extinció de focs de classe B i acceptable per a focs de classe A. Es considera també molt adequat per a focs amb presència de tensió elèctrica.[1]
- Haló: L'ús de l'haló com a extintor es va prohibir el 1994 en el Protocol de Mont-Real per la seva capacitat d'esgotament de la capa d'ozó.[1]
- Hidrocarburs halogenats: un o més hidrocarburs halogenats en fase líquida apropiats per a l'extinció, que es projecten mitjançant la pressió creada a l'interior del recipient o mitjançant un agent impulsor auxiliar. Es consideren adequats per a l'extinció de focs de classe B i acceptables per a focs de classe A i C. Es consideren també molt adequats per a focs amb presència de tensió elèctrica.[1]
- Productes específics per a greixos i oli de cuinar: Segons la norma UNE EN 3-7:2004+A1:2008 es considera perillós que els extintors de pols i de diòxid de carboni s'utilitzin sobre focs de la classe F (greixos i olis per cuinar). En cuines industrials la tendència és la instal·lació de sistemes automàtics que usen agents especials com l'acetat potàssic i per sistemes d'aigua nebulitzada.[20]

Taula resum:
| Agent extintor - classe de foc                   | A Sòlids   | B Líquids  | C Gasos | D Metalls | F Greixos i olis per cuinar | Presència de tensió elèctrica |
| ------------------------------------------------ | ---------- | ---------- | ------- | --------- | --------------------------- | ----------------------------- |
| Aigua a raig                                     | Adequat    |            |         |           |                             | No acceptable                 |
| Aigua polvoritzada                               | Excel·lent | Acceptable |         |           |                             | No acceptable                 |
| Escuma física                                    | Adequat    | Adequat    |         |           |                             | No acceptable                 |
| Pols ABC (Polivalent)                            | Adequat    | Adequat    | Adequat |           |                             | Acceptable en baixa tensió    |
| Pols BC (Convencional)                           |            | Excel·lent | Adequat |           |                             | Molt adequat                  |
| Pols i altres productes específics per a metalls |            |            |         | Adequat   |                             |                               |
| Diòxid de carboni                                | Acceptable | Acceptable |         |           |                             | Molt adequat                  |
| Hidrocarburs halogenats                          | Acceptable | Adequat    |         |           |                             | Molt adequat                  |
| Acetat potàssic i aigua nebulitzada              |            |            |         |           | Adequat                     |                               |